# Station Lillestrøm
Station Lillestrøm is een station in Lillestrøm in fylke Viken in Noorwegen. Het eerste station werd geopend in 1854. Het huidige stationsgebouw dateert uit 1930 en is een ontwerp van de architect Gudmund Hoel. Lillestrøm is een belangrijk knooppunt voor het treinverkeer ten oosten van Oslo.

## Geschiedenis
Het eerste station in Lillestrøm werd gebouwd in samenhang met de oudste spoorlijn in Noorwegen, de lijn van Oslo naar Eidsvoll, die in het Noors wordt aangeduid als Hovedbanen. Het station was een ontwerp van Heinrich Ernst Schirmer en Wilhem von Hanno. Het gebouw stond aan de westzijde van de Nitelva. Na de aanleig van de lijn naar Kongsvinger werd het station verplaatst naar de oostkant van de rivier. In 1930 werd een nieuw gebouw ontworpen door Gudmund Hoel dat in 1934 in gebruik werd genomen. Bij de aanleg van de lijn naar het vliegveld Gardermoen werd het station gerenoveerd onder leiding van Arne Henriksen. Lillestrøm is de enige tussenstop tussen Oslo en het vliegveld.

## Verbindingen
Lillestrøm ligt aan de lijn tussen Oslo en Stockholm. De treindienst op deze lijn wordt uitgevoerd door het Zweedse staatsspoorbedrijf SJ. Een keer per dag stopt er een doorgaande trein naar Stockholm. Daarnaast is er een verbinding met Karlstad en Kristinahamn via Kongsvinger.
Naast SJ rijdt ook Vy van en naar Lillestrøm. Het station wordt bediend door de regiolijnen RE10 tussen Drammen en Lillehammer, RE11, tussen Skien en Eidsvoll, R12, van Kongsberg naar Eidsvoll, R13 (Drammen- Dal) en R14 (Asker - Kongsvinger). Daarnaast rijdt lijn L1 tussen Spikkestad en Lillestrøm. Deze lijnen lopen allemaal via Oslo.
Lillestrøm wordt verder aangedaan door lijn F6, de intercity tussen Oslo en Trondheim. Deze dienst wordt uitgevoerd door de Noorse dochter van het Zweedse staatsbedrijf SJ. Ten slotte wordt het station aangedaan door Flytoget, het bedrijf dat een zeer frequente dienst rijdt tussen Drammen en het vliegveld van Oslo.